# 10-es típusú harckocsi
A 10-es típus, (10式戦車 Hitomaru-siki szensa) más jelzéssel TK-X a Japán Önvédelmi Erők új 4. generációs harckocsi fejlesztése, mellyel a 74-es típus és a 90-es típus leváltását tervezik. A prototípust 2008. február 13-án mutatták be Szagamiharában a Technology Research and Development Institute (TRDI) kiállításon.

## Jellemzői
A jármű számos olyan újítást tartalmaz, amelynek köszönhetően úgy lehetett növelni tűzerejét és védettségét, hogy közben a jármű össztömege csökkent. Erre azért volt szükség, mert a szigetország hegyvidéki, szűk utakkal jellemezhető területeinek közel 60%-án nem tudják használni az 50 tonnánál nehezebb korábbi harckocsikat.
A jármű teljesen újratervezett löveget kapott, amely sokkal nagyobb üzemi nyomáson működik, mint a világon elterjedt 120 és 125 mm-es ágyúk. Ennek köszönhetően a tömeg és a csőhossz növelése nélkül is lehetővé vált a Leopard 2A5 számára kifejlesztett Rheinmetall 120 mm-es L/55 lövegek teljesítményének túlszárnyalása. Emellett egy teljesen új 10-es típusú APFSDS (Armour-piercing fin-stabilized discarding sabot, szárnystabilizált leválóköpenyes keményfémmagvas nyíllövedék) lőszer is kifejlesztésre került amivel tovább fokozták a páncéltörő képességet (550 mm) és a lövedék immár kevéssé érzékeny a robbanó-reaktív páncélokra.
A jármű páncélzatát külön erre a célra kifejlesztett nanokristályos felületi keményítésű acélötvözetből készítik, amely kisebb vastagság és tömeg mellett is megfelelő védelmet nyújt. A jármű homlokpáncélzatait emellett SLERA (önkorlátozó robbanó-reaktív páncélzat) egészíti ki, ami modulárisan cserélhető blokkokba lett építve. A blokkokat kívülről további keményített acélpáncél fedi. A járműre többféle modul került kialakításra, ezért feladattól függően 40 és 48 tonna között változik tömege, miközben harcértéke megfelel a 70 tonna körül mozgó Leopard 2A7 és M1A2 SEP járműveknek.
A jármű irányítása teljesen digitális, világszinten is egyedülálló C4I (Command, Control, Communication, Computer & Intelligence) elven működő vezérlő-híradó és adatcserélő rendszerrel, amely a légierővel és a hadsereg ezred-szintű parancsnoki pontjaival élő kapcsolatban működik együtt, megkönnyítve a célfelderítést (a jármű olyan célra is tüzelhet, amit nem is lát). A jármű mobilitásáról 1200 lóerős V8-as, nagy nyomáson működő dízelmotor és fokozat nélküli váltó gondoskodik, változtatható állású hidropneumatikus (hasmagasság) felfüggesztésen keresztül.
2016 végéig 103 készült a járműből, eddig nem ismertek alváltozatai.

## Kapcsolódó oldalak
- TRDI Official Photos of Type 10 tank #1
- TRDI Official Video of TK-X tank
- 10式戦車　スラローム射撃 JGSDF Type 10 MBT - Car Watch. YouTube

## Fordítás
- Ez a szócikk részben vagy egészben a Type 10 című angol Wikipédia-szócikk ezen változatának fordításán alapul.  Az eredeti cikk szerkesztőit annak laptörténete sorolja fel. Ez a jelzés csupán a megfogalmazás eredetét és a szerzői jogokat jelzi, nem szolgál a cikkben szereplő információk forrásmegjelöléseként.